# Evita (banda sonora)
Evita es la banda sonora de la película del mismo nombre, dirigida por Alan Parker y basada en el musical de Andrew Lloyd Webber y Tim Rice Evita (1978), que relata la vida de la primera dama de Argentina, Eva Perón. El disco cuenta con las interpretaciones de Madonna, Antonio Banderas, Jonathan Pryce y Jimmy Nail, aunque, dado que la primera canta la mayoría de las canciones, se considera un álbum dentro de su discografía. Luego de obtener el papel principal en el largometraje, la cantante se sometió a un entrenamiento vocal para mejorar sus habilidades en el canto, mientras que Parker trabajó con Rice y Lloyd Webber para componer la banda sonora, reelaborar las canciones originales y crear una nueva, titulada «You Must Love Me».
Los ensayos tuvieron lugar en los estudios CTS de Londres, en septiembre de 1995 y, un mes después, dieron inicio las sesiones de grabación del disco, que duraron casi cuatro meses. Los actores estaban tensos debido a que no pertenecían a un entorno musical, y el estilo de Evita difería de los anteriores trabajos de Madonna, por lo que tampoco se sintió cómoda grabando su voz dentro del estudio junto a la orquesta. Por esta razón, después de una reunión de emergencia con el personal principal, se decidió que grabaría en un lugar diferente. Rice y Lloyd Webber habían empleado la técnica clásica mientras creaban la música, y tomaron el tema central, «Don't Cry for Me Argentina», ajustándolo y adaptándolo a una variedad de arreglos. Durante toda la banda sonora, se cuenta la historia de los comienzos de Eva Perón, su ascenso a la fama, su carrera política y, poco a poco, su muerte.
Bajo la distribución de la compañía Warner Bros. Records, Evita fue publicado en dos formatos. Una edición de un solo disco, que contenía una selección de temas destacados, salió al mercado el 28 de octubre de 1996, mientras que un álbum doble que presentaba todas las canciones de la película se editó el 12 de noviembre del mismo año. Para promocionar el material, se pusieron a la venta tres sencillos: «You Must Love Me», «Don't Cry for Me Argentina» y «Another Suitcase in Another Hall», de los cuales el primero de ellos ganó el Globo de Oro y el Óscar a la mejor canción original, en 1997.
En términos generales, la banda sonora obtuvo reseñas variadas; la mayoría de ellas puso énfasis en la voz de Madonna, que recibió tanto elogios como críticas de los periodistas. Desde el punto de vista comercial, llegó a la cima de las listas en Austria, Bélgica, Escocia, Grecia, Irlanda, el Reino Unido, República Checa y Suiza, y a los diez primeros puestos en otros mercados musicales. Por su parte, en los Estados Unidos, alcanzó la segunda posición del Billboard 200 y obtuvo cinco discos de platino por la Recording Industry Association of America (RIAA). En total, Evita vendió 11 millones de copias en el mundo.

## Antecedentes y desarrollo
En 1996, Madonna protagonizó la película Evita en el papel de Eva Perón, la Jefa Espiritual de la Nación y primera dama de Argentina. Durante mucho tiempo había deseado interpretar a Eva e incluso le escribió una carta de ocho páginas al director Alan Parker, en la que explicaba cuán perfecta sería para el rol. Anteriormente había pedido la ayuda de los compositores Tim Rice y Andrew Lloyd Webber, que originalmente habían creado el musical Evita, de 1978; Rice creyó que sería adecuada para el papel principal ya que «podía actuar hermosamente a través de la música» y porque existían «evidentes paralelismos» entre la cantante y Perón.
Sin embargo, Lloyd Webber aún permanecía receloso con respecto a su voz, por lo que después de asegurarse el papel, se sometió a un entrenamiento vocal con la profesora Joan Lader. Como Evita exigió que los actores cantaran sus propias partes, el entrenamiento ayudó a aumentar su confianza en las canciones. Lader señaló que la cantante «tuvo que usar su voz de una manera que nunca antes había usado. Evita es una obra musical real, es operístico, en cierto sentido. Desarrolló un registro más alto que no sabía que tenía». Madonna compartió esta opinión y agregó que  «mi entrenadora vocal, Dios la bendiga, me dio confianza. Desde el principio me dijo: "Vas a hacer esto, y lo harás bien". Pero estaba asustada». Para la técnica, le enseñó cómo cantar usando su diafragma en lugar de solo su garganta, lo que le permitió proyectar su voz de una manera más cohesiva. Madonna estaba entusiasmada por encontrar los matices recién descubiertos en su voz y luego, al volver a su casa, practicaba esta técnica al telefonear a sus amigos y cantarles. En un comentario para Larry Flick de la revista Billboard, comentó:

Debido a que en toda la película cantamos en lugar de hablar, tiene una calidad operística, lo cual inspira una entrega más allá del límite. Estaba siguiendo algo mucho más naturalista. Tuvimos que hacer una conexión íntima y emocional al mismo tiempo que estábamos actuando e intentando alcanzar nuestras notas. Fue una experiencia que creo tuvo un impacto real en los otros aspectos de mi canto.

Parker terminó de escribir el guion en mayo de 1995 y viajó a la casa de Lloyd Webber en Francia para convencerlos con Rice de que trabajaran en la película; el último proyecto del dúo había sido el musical Cricket, de 1986, y después de eso, se distanciaron por «diferencias irreconciliables». Mientras redactaba el boceto, el director reescribió el último acto y eliminó el contenido repetitivo de la obra original. Por esta razón, Rice y Lloyd Webber reelaboraron las canciones originales, entre ellas «The Lady's Got Potential», y compusieron una nueva, «You Must Love Me». Parker sabía que la reproducción pregrabada sería el eje para la filmación, por lo tanto, tenía dudas sobre las decisiones que tendría que tomar en el estudio de grabación. Para ello, ponderó sobre el guion y la música y consideró cualquier pregunta que los actores tuviesen para más adelante.

## Grabación

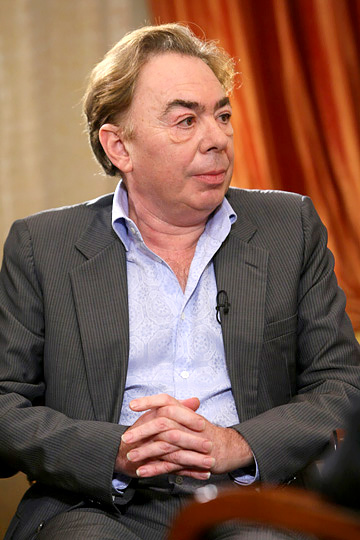
Andrew Lloyd Webber (fotografía) compuso junto a Tim Rice la música para Evita, incluida la canción nueva, «You Must Love Me».

Los ensayos de las canciones iniciaron en septiembre de 1995 en los estudios CTS, ubicados en Londres, con Madonna, Antonio Banderas, Jonathan Pryce y Jimmy Nail. El ingeniero David Reitzas realizó la mezcla en Larrabee North Studios, y para ello utilizó su consola Solid State Logic 9000 J. En el primer día de las sesiones de grabación, el 2 de octubre, el supervisor musical David Caddick sugirió grabar «Don't Cry for Me Argentina» con la orquesta de 84 músicos acompañando la voz de Madonna. Sin embargo, Lloyd Webber criticó los arreglos de grabación realizados en el estudio, al igual que la cantante. El reparto también se encontraba nervioso; Flick, de Billboard, señaló que Banderas encontró la experiencia «aterradora» mientras que Madonna estaba «petrificada» cuando debía grabar las canciones: «Tuve que cantar "Don't Cry for Me Argentina" delante de Andrew Lloyd Webber. Fui un completo desastre y después lloré. Pensé que había hecho un trabajo terrible». Parker declaró que el primer día fue un «lunes negro», ya que todos estaban «intimidados por la montaña loca que habíamos decidido escalar. Todos nosotros venimos de mundos muy diferentes, desde la música popular a las películas y los musicales, y por eso estábamos muy inquietos». El director de orquesta John Mauceri recordó que otro reto que enfrentó la producción fue adaptar los números del musical a un largometraje: «En el cine, es diferente a estar en el escenario porque la persona en la pantalla frente a ti nunca está más lejos que alguien sobre la almohada en la cama junto a ti». En la misma vena, Caddick reconoció que lo que se logra en el escenario no siempre se traduce en una película, pues alguien «cantando a todo pulmón» en un registro alto en pantalla sería «abrumador». Por esa razón, la idea era «reducir todo, a un nivel más íntimo y conversacional».
Según el productor Nigel Wright, los actores principales primero cantaban los números acompañados por una banda y una orquesta, «luego se iban con Alan y David en un ambiente de grabación más íntimo y perfeccionaban sus voces». Sin embargo, más problemas surgieron cuando Madonna no se sentía cómoda trabajando con un «guía vocal» ni con una orquesta de 84 músicos dentro del estudio simultáneamente, dado que solía cantar sobre una pista pregrabada y no tenía músicos escuchándola. Además, a diferencia de sus anteriores bandas sonoras, no poseía control sobre el proyecto; al respecto, declaró: «Estoy acostumbrada a componer mis propias canciones e ir a un estudio, elegir a los músicos y decir lo que suena bien o no. Trabajar en 46 temas con todos involucrados y no tener algo que decir fue un gran cambio. Era difícil entrar, derramar mis entrañas y luego decir, "haz lo que quieras con él"».
Una reunión de urgencia se llevó a cabo entre Parker, Lloyd Webber y Madonna, donde se decidió que grabaría su parte en Whitfield Street, un estudio más contemporáneo, mientras que la orquestación se realizaría en otro lugar. Aunado a ello, también tenía días alternos de las grabaciones para cuidar y fortalecer su voz. Grabar la banda sonora fue un proceso lento y tomó casi cuatro meses antes de que se completara. En palabras de Parker, «tuvimos 400 horas en el estudio. [...] Grabar la música y luego filmar la película ha sido como hacer dos filmes». No obstante, el director notó que no tenían la canción nueva en marcha. Según él, quería una que enfatizara la relación «extraña y compleja» entre Perón y Evita, ya que ninguna en el álbum expresaba eso. Al recordar en su ensayo The Making of Evita, dijo:

Finalmente, mientras visitaba a Andrew en su casa de campo en Berkshire para reproducir las canciones que habíamos grabado, de pronto se sentó en el piano y tocó la melodía más bella, la cual sugirió que podría ser nuestra nueva canción. No hace falta decir que me atrajo. Sin embargo, todavía necesitábamos la letra y Tim obedientemente comenzó a poner palabras a la música. La gran mayoría de la partitura original de Evita se había hecho de esta manera: primero la música, luego la letra. Después de muchas semanas de tensión, Tim finalmente fue engatusado para escribir la letra que ahora acompaña a la canción «You Must Love Me».

## Estructura musical
Evita cuenta con las interpretaciones principales de Madonna, Banderas, Pryce y Jimmy Nail, aunque dado que la primera canta quince de las diecinueve canciones de la edición de un disco, se considera un álbum como parte de su discografía. En su libro The Complete Guide to the Music of Madonna, Rikky Rooksby indicó que la banda sonora fue diferente a la música que la cantante había grabado previamente, en términos estilísticos, y fue su trabajo más desafiante desde las canciones de Stephen Sondheim creadas para la película Dick Tracy (1990). Para crear la música, Rice y Lloyd Webber emplearon la técnica clásica, donde un compositor toma un tema central y lo adapta a una variedad de arreglos, tonos y ritmos. El eje central y el tema de la banda sonora es «Don't Cry for Me Argentina», y a través de las canciones cuenta la historia de los comienzos de Eva, su ascenso a la fama, su carrera política y, poco a poco, su muerte.
El disco comienza con «A Cinema in Buenos Aires, 26 July 1952» y «Requiem for Evita», ambas dirigidas por John Mauceri, que tratan sobre el anuncio de la muerte de Eva. A continuación, Banderas canta «Oh What a Circus», que está construida sobre la melodía uptempo de «Don't Cry for Me Argentina» y tiene sonidos de piano e influencias del rock. Luego de «On This Night of a Thousand Stars», un interludio corto interpretado por Nail, un bajo y una guitarra eléctrica distorsionada anuncian «Eva and Magaldi / Eva Beware of the City», cuya letra advierte a Eva de los extraños en la gran ciudad. El sonido de bocinas de trenes, percusiones latinas, baterías y guitarras suaves introducen «Buenos Aires», donde ella finalmente llega a la ciudad. Aquí, Madonna emplea un registro más alto y la canción tiene una composición «pesada» en el medio con guitarras, trompetas y música discordante. «Another Suitcase in Another Hall» inicia con un rasgueo de guitarra en acordes «rotos» y consiste en cuerdas y una guitarra acústica tocada de manera suave. La letra aborda sobre Eva moviéndose de una casa a otra, retratando una imagen —la maleta en el pasillo— «para expresar la naturaleza nómada de la civilización moderna». En «Goodnight and Thank You», Madonna y Banderas intercambian versos y hablan de terminar con los amoríos de Eva, seguido por el solo de este último, «The Lady's Got Potential», en el que reflexiona sobre el ascenso gradual de Eva en la escala social. En la letra de la balada «I'd Be Surprisingly Good for You», conoce a su marido Juan Domingo Perón; se compone de flautas, una guitarra clásica y cuerdas suaves. Ritmos de tambores militares y una sección de viento metal marcan el comienzo de «Peron's Latest Flame», donde Banderas canta en voz alta acerca de la desaprobación general de la población hacia Eva. En medio de un coro masculino, Madonna canta sus líneas acompañada de un tom tom estéreo y sonidos de sintetizador. Para «A New Argentina», la guitarra eléctrica y el coro forman el eje principal. Compuesta como un «himno de levantamiento», Rooksby señaló que la voz de la cantante sonaba «agresiva y [con] gruñido».
El segundo disco inicia con «Don't Cry for Me Argentina», cuya letra es descrita por Rice como una «cadena de clichés sin sentido», y agregó que funcionó como un discurso de una «mujer megalómana» como Eva, al tratar de ganarse el favor de la gente de Argentina. La composición consiste en cuerdas de pizzicato y la canción pasa de ser suave a intensa y «extravagante», con una sección que es tarareada por un coro. «High Flying, Adored» tiene un estilo similar al de Elton John, según Rooksby, quien describió la letra como «narcisista» y paralela a la vida de Madonna. «Rainbow High» presenta instrumentos de batería, guitarra, trompa y cuerdas, y la letra detalla las necesidades materialistas de Eva. Con «Waltz for Eva and Che», la atmósfera se pone tensa, mientras Banderas y Madonna cantan por encima del bajo y el timbal. «You Must Love Me» comienza con el sonido de la orquesta y el piano, y la letra habla sobre cómo Eva descubre que su esposo no solo la vio como un apoyo político, sino que realmente la había amado todo el tiempo. A medida que la canción avanza hacia el estribillo, el sonido del piano se detiene y aparece el violonchelo mientras Madonna recita Deep in my heart, I'm concealing / Things that I'm longing to say / Scared to confess what I'm feeling / Frightened you'll slip away; en ese momento el piano y los sonidos de la orquesta regresan nuevamente. Se procede de la misma manera en la segunda estrofa y poco a poco la música va desvaneciéndose. En la última pista, «Lament», Madonna canta en voz susurrada sobre Eva rememorando su vida en su lecho de muerte. Acompañado por la guitarra clásica y el arpa, Banderas también canta sobre su tumba, y la pista se desvanece gradualmente como un anticlímax.

## Publicación y promoción

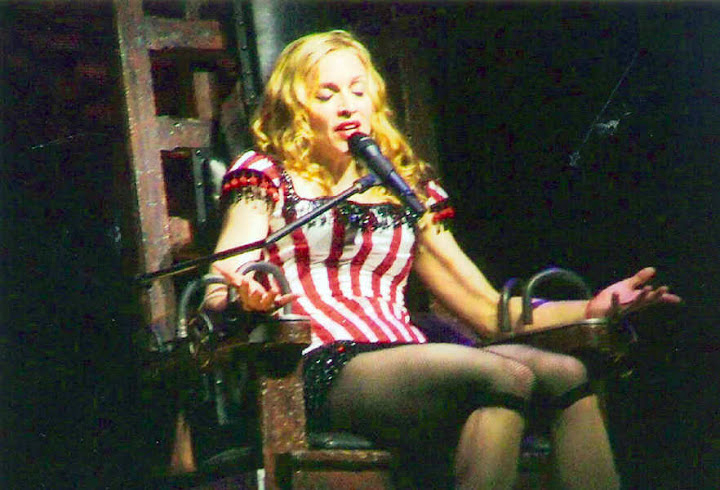
Madonna interpretando «Lament», última pista de la banda sonora, durante la gira Re-Invention World Tour, realizada en 2004.

Según Tim Devin, gerente de Tower Records, la banda sonora ya tenía gran demanda mucho antes de su lanzamiento: «La gente está clamando por ello. Estamos obteniendo más consultas sobre este disco que cualquier otra cosa en este momento». La compañía Warner Bros. Records dependió de las reseñas de prensa anteriores al lanzamiento, la curiosidad del consumidor y los sencillos para mantener el interés a flote, hasta que estuviese disponible comercialmente. Al respecto, Jeff Gold, vicepresidente y gerente general de Warner Bros., consideró la publicación como un «evento mundial que ha encendido el interés del público a lo largo de cada etapa de su evolución». Sumado a ello, supuso también un interés por la compra del álbum no solo del público central de Madonna, sino también de grupos demográficos mayores, «una gran oportunidad» de acuerdo con Gary Arnold, vicepresidente de la cadena de tiendas Best Buy. Incluso antes del lanzamiento, Warner Bros. tenía pedidos de 700 000 copias de la banda sonora.
Evita consistió en dos formatos: una edición de dos discos titulada The Complete Motion Picture Music Soundtrack, que presentaba todas las pistas de la película, y una de un solo disco, Music from the Motion Picture, que contenía solo una selección de temas destacados. Esta última versión fue la primera en publicarse en el mundo el 28 de octubre de 1996, a excepción de Japón, que no fue lanzada sino hasta el 10 de noviembre. Por su parte, el álbum doble salió al mercado en los Estados Unidos el 12 de noviembre de 1996, casi dos semanas antes del estreno de la película, mientras que en el Reino Unido el 18 de ese mes y en el resto de los países una semana después; por último, en Japón se editó el 25 de enero de 1997. Una última versión, titulada Evita: Selections From The Motion Picture Soundtrack, estuvo disponible en los Estados Unidos el 29 de julio de 1997 e incluía las mismas canciones de la edición de un solo disco. También se planeó publicar un EP de Evita con remezclas de «Buenos Aires», «Don't Cry for Me Argentina» y «Another Suitcase in Another Hall», aunque finalmente se canceló.

### Sencillos

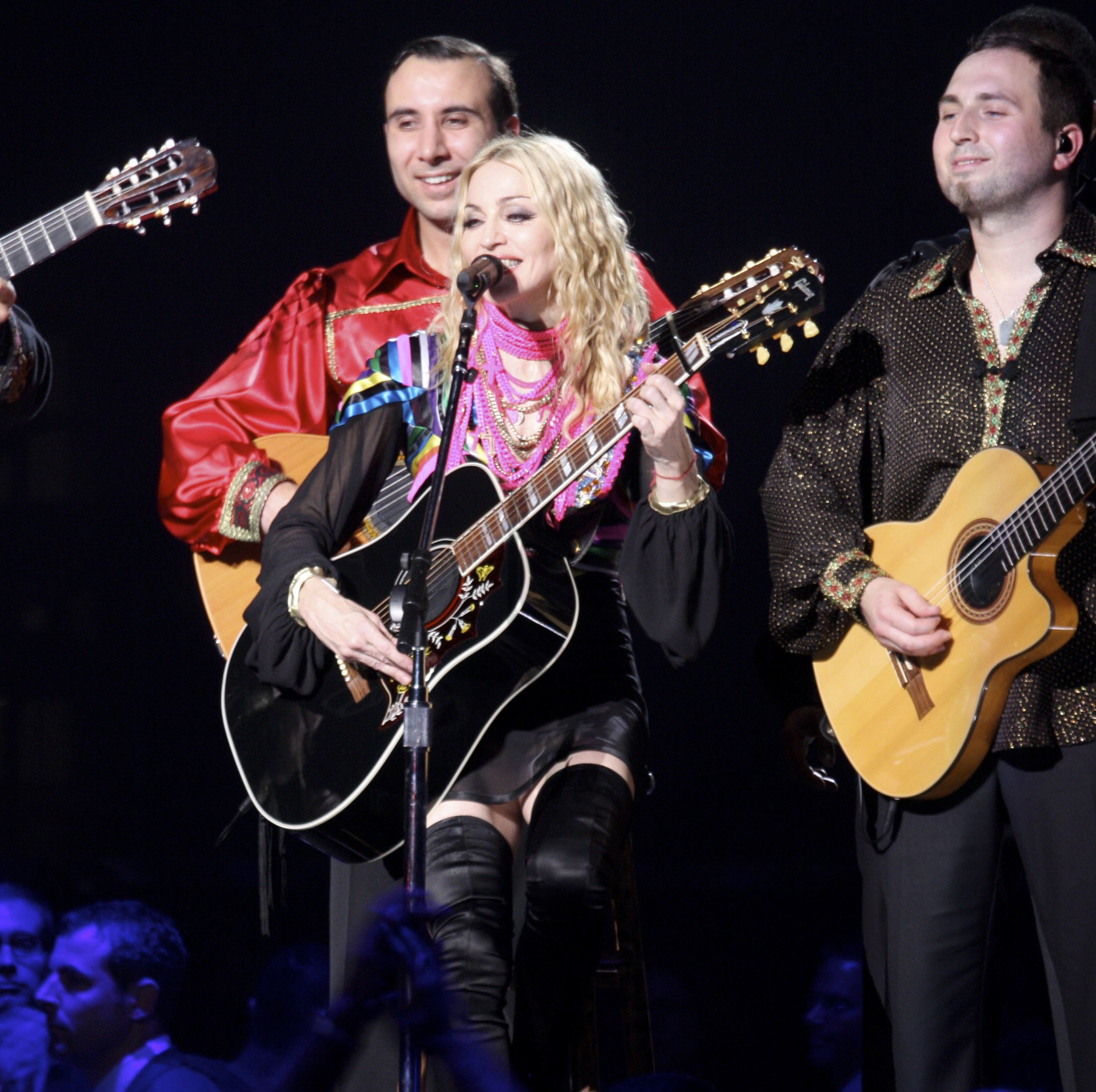
Madonna interpretando «You Must Love Me», el primer sencillo del álbum, en la gira Sticky & Sweet Tour (2008-09). Ganó el Globo de Oro y el Óscar a la mejor canción original en 1997.

«You Must Love Me» fue publicado como el primer sencillo de la banda sonora en los Estados Unidos el 9 de octubre de 1996. Fue compuesta específicamente para la película con el objetivo de obtener una nominación por mejor canción original en los premios Óscar. Según Lloyd Webber, la principal inspiración fue resaltar el estado emocional de Eva en ese entonces, así como la relación con su esposo, Juan Domingo Perón. Obtuvo buenas reseñas por parte de los críticos, quienes elogiaron la voz de Madonna, y fue acreedor del Globo de Oro y del Óscar a la mejor canción original en 1997. Desde el punto de vista comercial, llegó a los diez primeros puestos en países como Finlandia, Italia y el Reino Unido y al top veinte en Estados Unidos, donde también fue certificado con un disco de oro por la Recording Industry Association of America (RIAA). En el videoclip, dirigido por Parker, Madonna canta el tema dentro de una habitación pequeña; este se intercala con imágenes y escenas de la película. La artista interpretó la canción en la 69.ª entrega de los premios Óscar, acompañada solo por un piano y el reflector sobre ella.
«Don't Cry for Me Argentina» se lanzó como el segundo sencillo de Evita el 11 de febrero de 1997, junto con una versión nueva llamada «Miami Mix», para lo cual Madonna regrabó su voz en inglés y en español y se usó un bandoneón argentino en la introducción; esta remezcla se promocionó tanto en las estaciones de radio estadounidenses como en discotecas. Al igual que su predecesor, la voz de la artista obtuvo elogios por parte de los críticos y llegó al octavo lugar en la lista Billboard Hot 100 de EE. UU. «Another Suitcase in Another Hall» se puso a la venta como el tercer y último sencillo solo en Europa, el 3 de marzo de 1997. La voz de la cantante fue elogiada nuevamente y alcanzó el cuarto puesto en Italia y el séptimo en el Reino Unido. Para los vídeos de ambos sencillos, se usaron imágenes de la película; en el caso de «Don't Cry for Me Argentina», se empleó la escena donde Eva canta la canción en el balcón de la Casa Rosada.
El dúo de DJ Pablo Flores y Javier Garza creó varias remezclas de «Buenos Aires» como un corte promocional del álbum. En un principio, Warner Bros. se mostró reacio a promocionar las remezclas, pero finalmente cambió de planes para coincidir con el lanzamiento en vídeo de Evita. Ambos mantuvieron la composición latina de la versión original y «nivelaron» el ritmo al agregarle una percusión en vivo y líneas de teclado para que de esa manera fuese adecuado para escucharse en las pistas de baile. Larry Flick, de Billboard, comentó que «Buenos Aires» mostró la «mayor comodidad y destreza de Madonna como estilista». Luego de su difusión promocional en agosto de 1997, la remezcla llegó a la tercera posición en la lista estadounidense Dance Club Songs.

## Recepción crítica

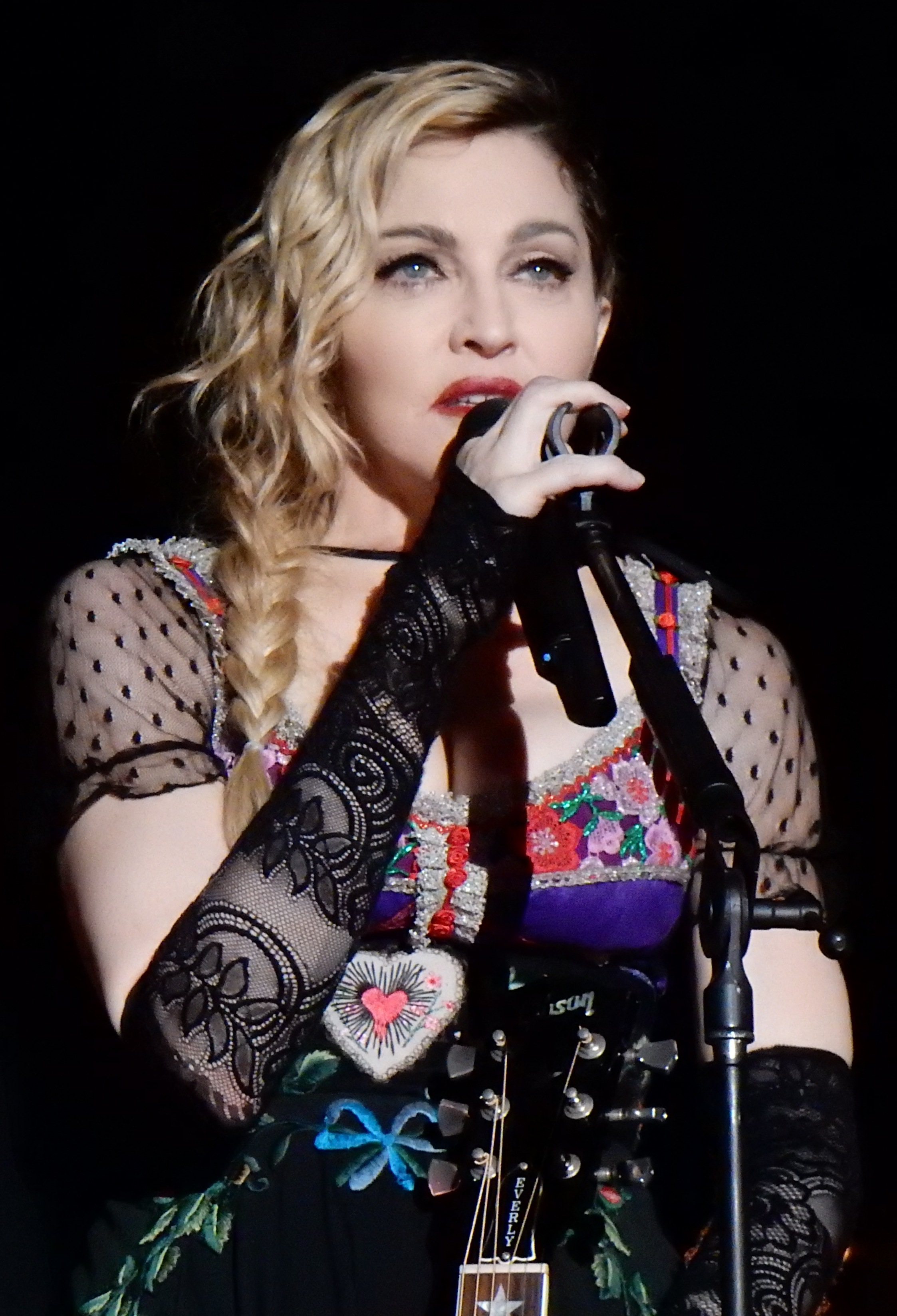
La mayoría de las reseñas de Evita puso énfasis en la voz de Madonna (fotografiada en 2015), que obtuvo tanto elogios como críticas de los periodistas.

En términos generales, Evita obtuvo reseñas variadas de los críticos y periodistas musicales; la mayoría de ellas puso énfasis en la voz de Madonna, que recibió tanto elogios como críticas. J. Randy Taraborrelli, autor de Madonna: An Intimate Biography, sintió que su voz sonó «flexible y fuerte» y creyó que no estaba «fuera de lugar». Los autores Allen Metz y Carol Benson, en su libro The Madonna Companion, comentaron que la banda sonora le otorgó «algo de credibilidad [a la] reina del post-disco y máquina sexual Madonna, que tan desesperadamente anhelaba». Paul Verna, de Billboard, sostuvo que «es un exitoso viaje inaugural al mundo de los musicales pop» y alabó las interpretaciones de «Don't Cry for Me Argentina» y «Oh What a Circus». De manera similar, un editor de la revista paneuropea Music & Media también destacó a ambas canciones, como así también a «Another Suitcase in Another Hall», y afirmó que era un «placer» escucharla hacer el chachachá en «Oh What a Circus» con Banderas. Greg Morago, de Hartford Courant, elogió la interpretación vocal de la cantante y su «notable conocimiento del material», y añadió: «Mientras que algunos de los números han perdido su filo ("A New Argentina" le falta la ira necesaria), la grabación se beneficia de su concentración en las voces de los personajes. Hay una energía dinámica y contemporánea y un audaz barrido cinematográfico para este nuevo y agradable sello en la vida mítica de Eva Duarte de Perón». Greg Kot, del Chicago Tribune, recalcó que el entrenamiento vocal de Madonna «ha valido la pena», pues su tono posee «una dulzura más rica y completa en los registros altos y una calidad oscura y pulida en los registros medios y bajos». Además, señaló que nunca antes sus habilidades vocales habían sido el centro de atención y finalizó: «Para decirlo simplemente, la Chica Material puede cantar».
El equipo de redacción de la revista colombiana Semana recalcó que puso de relieve la capacidad vocal de la cantante y le cedió «sus mejores momentos musicales». Además, comentó que la banda sonora estaba «meticulosamente elaborada a nivel de orquestación» y que logró un buen equilibro entre los sonidos clásicos y el pop. Janet Maslin, en su reseña a la película para The New York Times, felicitó a Madonna por su capacidad para emular las canciones al llamarlas «legítimamente estelares y llenas de fuego». Mientras tanto, Stefan A. Meyer de The Herald Journal creyó que había «algo para todos en Evita. Es un choque de cultura pop que a veces es bastante molesto (especialmente en las rimas lógicas de Rice) pero aún funciona de maravilla». Por su parte, Neil Strauss, del mismo periódico, comparó la voz de Madonna con las de Patti LuPone y Elaine Paige y elogió las interpretaciones de «Another Suitcase in Another Hall» y «You Must Love Me», como también la voz de Banderas. Annie Zaleski, de la revista Spin, aseguró que el material demostró su «crecimiento astronómico como vocalista» y que marcó el inicio de la «fase seria» de Madonna, «una en la que equilibró la coquetería juvenil con una perspectiva más madura e introspectiva». Michael Freedberg, del Boston Phoenix, mencionó que su voz capturaba la vulnerabilidad «silenciosa» de Evita, especialmente en «Don't Cry for Me Argentina».
Si bien le otorgó una crítica negativa a la película, Fernando López, del diario argentino La Nación, declaró que ofrece una banda sonora de «innegable atractivo que se las arregla para volver cantables textos que a veces se hacen escarpados». En un comentario menos positivo, Stephen Thomas Erlewine de Allmusic le otorgó tres estrellas de cinco y la calificó de «poco atractiva». Señaló que a pesar de sus «valiosos esfuerzos» y sus «numerosos puntos fuertes», tanto el disco como el filme quedaban muy por debajo de sus objetivos, parte de ello debido a la interpretación de Madonna, que si bien era «sorprendentemente lograda y matizada», daba la sensación de que estaba «realmente tratando de ser creíble, lo que dificulta[ba] conectar con ella» y hacía imposible escucharla. Jack Schillaci, del Michigan Daily, observó que el álbum mostraba la diversidad y la fuerza «de los talentos de los personajes principales», pero la interpretación de los artistas a veces «se quedaba corta», en especial la de Madonna, que de vez en cuando estaba fuera de tono, «un problema que la ha fastidiado en toda su carrera». Aun así, describió su trabajo como «excelente» y elogió las voces de Banderas y Pryce. Finalizó su reseña destacando el «excelente» trabajo de los artistas por capturar la «genialidad de Webber» y señaló que la banda sonora merecía ser escuchada. En su reseña para la cinta, Octavio Roca, de San Francisco Chronicle, dijo que a pesar de que la «deliciosa ironía de las letras de Rice» y «la frescura de la música de Lloyd Webber» permanecen intactas, las influencias latinas presentes en las canciones originales se perdieron en la banda sonora, debido a la «dirección lánguida» de John Mauceri y «sobre todo a la coreografía de Vincent Paterson» en la película. Sin embargo, Barbara Shulgasser, del mismo periódico, fue más crítica en su comentario; lamentó la voz «débil» de Madonna, al notar que todas las canciones de Evita están por encima de su registro limitado e indicó que entrega una serie de sonidos tristes que son dolorosos de soportar. Asimismo, reprobó el trabajo de Rice y Lloyd Webber en el material como también la composición de «You Must Love Me», y concluyó que «por malas que sean esas letras, para entender la historia, aún necesitas escucharlas, lo cual [es] imposible con esta banda sonora».
Richard Harrington del Washington Post calificó al disco como «ruidoso», «tedioso» y «monótono», particularmente en la segunda mitad. J. D. Considine, del Baltimore Sun, afirmó que sin importar cuánto pueda hacer la película por Madonna, «no esperes milagros comerciales para la banda sonora». Además, el autor sintió que sería «una decepción» para los fanáticos de la artista porque «Evita simplemente no es música pop, o al menos no es el tipo de música pop que Madonna suele hacer sola». Aunque destacó a «Don't Cry for Me Argentina» y «You Must Love Me», la mayor parte de los 118 minutos eran números «verbosos» que parecían más argumento que melodías pegadizas. También se decepcionó de las voces de Madonna y Banderas, debido a que «carecen del poder y del tono para prestar de este diálogo recitado una pátina de musicalidad». Concluyó su reseña así: «Como resultado, Evita es como escuchar una ópera compuesta por alguien que nunca aprendió a componer recitativo. Seguimos esperando una gran aria o un coro emocionante, pero de alguna manera, nunca llegan». Finalmente, Owen Gleiberman de Entertainment Weekly la llamó una «banda sonora de rock mediocre de los '70».

## Recepción comercial

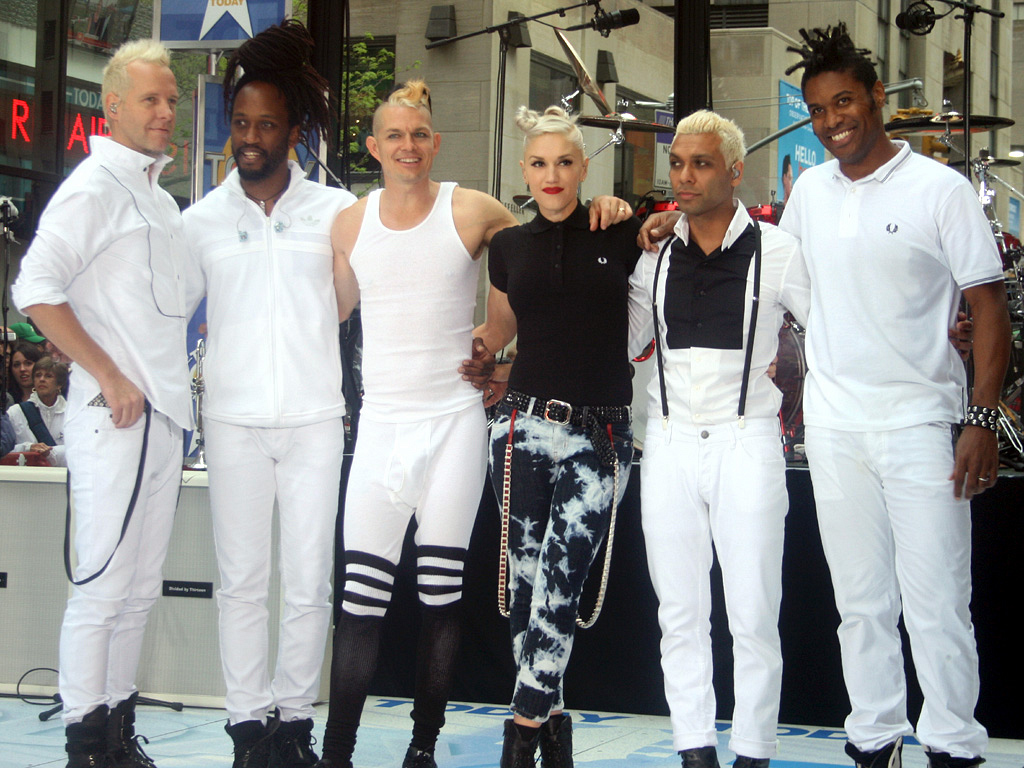
Tragic Kingdom, el tercer álbum de la banda No Doubt, impidió que Evita llegara a la cima de la lista Billboard 200 en los Estados Unidos.

En los Estados Unidos, Evita ingresó a la sexta posición de la lista Billboard 200 el 30 de noviembre de 1996. Esto supuso la primera entrada de «la banda sonora de una película adaptada de un musical de Broadway» desde Grease: The Original Soundtrack from the Motion Picture en 1978. La semana siguiente descendió al puesto 28, aunque poco a poco volvió a ascender lugares cuando la película tuvo su estreno amplio en los cines en enero de 1997. Tras cinco semanas, reingresó al top diez y, el 1 de febrero, llegó a la segunda posición con 104 000 copias vendidas, solo detrás de Tragic Kingdom, el tercer álbum de la banda No Doubt, que tuvo 143 000. Este ascenso se debió además a la victoria de Madonna y del filme durante la 54.ª entrega de los Globo de Oro, en las categorías de mejor actriz y mejor película de comedia o musical, respectivamente. La semana siguiente, continuó en la segunda posición con 122 000 unidades más, un incremento del 17,5 % según Nielsen SoundScan, mientras que Tragic Kingdom se mantenía en lo más alto con 144 000. Estuvo en total 30 semanas y fue el 26.º más exitoso del año. También llegó a los puestos dos y cuatro en Top Album Sales y Soundtrack Albums, respectivamente, y la versión Evita: Selections From The Motion Picture Soundtrack alcanzó el número 167 en el Billboard 200, en agosto de 1997. En marzo de 1999, la Recording Industry Association of America le entregó cinco discos de platino por envíos de 2,5 millones de copias en todo el país, y para diciembre de 2016, había vendido un total de 2 025 000 copias. En Canadá, debutó en el puesto 17 del ranking elaborado por RPM el 25 de noviembre de 1996; casi tres meses después, llegó a su máxima posición en el cinco y estuvo en total 27 semanas. La edición de un solo disco también entró a la lista por separado, en el número 91.
En Oceanía y Asia, el álbum tuvo una recepción comercial moderada. En Australia, entró por primera vez el 10 de noviembre de 1996 en el sexto lugar y, con el correr de las semanas, alcanzó su posición más alta en el quinto, el 9 de marzo de 1997. Permaneció 26 semanas en total y la Australian Recording Industry Association (ARIA) certificó a la edición de Evita: The Complete Motion Picture Music Soundtrack con un disco de oro y la de Evita: Music from the Motion Picture con uno de platino, en representación a 35 000 y 70 000 copias vendidas, respectivamente. Una trayectoria similar tuvo en Nueva Zelanda, donde ocupó el puesto número seis y estuvo presente en total 18 semanas. La Recorded Music NZ (RMNZ) lo certificó con platino por haber comercializado 15 000 unidades. Por su parte, en Malasia y Japón, el álbum alcanzó los puestos cuatro y catorce, respectivamente, y en este último país vendió 124 470 copias según Oricon.
En el Reino Unido, Evita ingresó al séptimo lugar del conteo oficial el 3 de noviembre de 1996 y al final llegó a la cima en febrero del año siguiente, por lo que se convirtió en el quinto número uno de Madonna allí. Estuvo presente un total de 44 semanas y se ubicó en el 23 en la lista anual de 1997. En marzo de ese año, la Industria Fonográfica Británica (BPI, por sus siglas en inglés) le entregó dos discos de platino por haber comercializado 600 000 copias; para junio de 2019, ya había alcanzado las 737 000. La banda sonora también encabezó las listas en Austria, Bélgica (Flandes y Valonia), Escocia, Grecia, Irlanda, República Checa y Suiza, y llegó a los diez primeros en Alemania, Dinamarca, Francia, Hungría, Italia, Noruega, Países Bajos, Portugal y Suecia. Su rendimiento en los mercados europeos dio como resultado que alcanzara la cima de la lista European Top 100 Albums y que la Federación Internacional de la Industria Fonográfica (IFPI) le otorgara dos discos de platino por haber vendido dos millones de unidades en dicho continente. Según Carol Clerk, en su libro Madonnastyle, en total ha vendido 11 millones de copias en el mundo.

## Lista de canciones
Todas las letras escritas por Tim Rice, toda la música compuesta por Andrew Lloyd Webber. 
| Evita: The Complete Motion Picture Music Soundtrack – Disco 1 |                                             |                                                    |          |  |
| N.º                                                           | Título                                      | Intérprete(s)                                      | Duración |  |
| 1.                                                            | «A Cinema in Buenos Aires, 26 July 1952»    |                                                    | 1:20     |  |
| 2.                                                            | «Requiem for Evita»                         |                                                    | 4:16     |  |
| 3.                                                            | «Oh What a Circus»                          | Antonio Banderas Madonna                           | 5:44     |  |
| 4.                                                            | «On This Night of a Thousand Stars»         | Jimmy Nail                                         | 2:24     |  |
| 5.                                                            | «Eva and Magaldi / Eva Beware of the City»  | Madonna Jimmy Nail Antonio Banderas Julian Littman | 5:20     |  |
| 6.                                                            | «Buenos Aires»                              | Madonna                                            | 4:09     |  |
| 7.                                                            | «Another Suitcase in Another Hall»          | Madonna                                            | 3:33     |  |
| 8.                                                            | «Goodnight and Thank You»                   | Madonna Antonio Banderas                           | 4:18     |  |
| 9.                                                            | «The Lady's Got Potential»                  | Antonio Banderas                                   | 4:24     |  |
| 10.                                                           | «Charity Concert / The Art of the Possible» | Jimmy Nail Jonathan Pryce Antonio Banderas Madonna | 2:33     |  |
| 11.                                                           | «I'd Be Surprisingly Good for You»          | Madonna Jonathan Pryce                             | 4:18     |  |
| 12.                                                           | «Hello and Goodbye»                         | Madonna Andrea Corr Jonathan Pryce                 | 1:46     |  |
| 13.                                                           | «Peron's Latest Flame»                      | Antonio Banderas Madonna                           | 5:17     |  |
| 14.                                                           | «A New Argentina»                           | Madonna Jonathan Pryce Antonio Banderas            | 8:13     |  |
| 107:30                                                        |                                             |                                                    |          |  |

| Evita: The Complete Motion Picture Music Soundtrack – Disco 2 |                                                             |                                                                                  |          |  |
| N.º                                                           | Título                                                      | Intérprete(s)                                                                    | Duración |  |
| 1.                                                            | «On the Balcony of the Casa Rosada (Part 1)»                | Jonathan Pryce                                                                   | 1:28     |  |
| 2.                                                            | «Don't Cry for Me Argentina»                                | Madonna                                                                          | 5:31     |  |
| 3.                                                            | «On the Balcony of the Casa Rosada (Part 2)»                | Madonna                                                                          | 2:00     |  |
| 4.                                                            | «High Flying, Adored»                                       | Antonio Banderas Madonna                                                         | 3:32     |  |
| 5.                                                            | «Rainbow High»                                              | Madonna                                                                          | 2:26     |  |
| 6.                                                            | «Rainbow Tour»                                              | Antonio Banderas Gary Brooker Peter Polycarpou Jonathan Pryce Madonna John Gower | 4:50     |  |
| 7.                                                            | «The Actress Hasn't Learned the Lines (You'd Like to Hear)» | Madonna Antonio Banderas                                                         | 2:31     |  |
| 8.                                                            | «And the Money Kept Rolling In (and Out)»                   | Antonio Banderas                                                                 | 3:53     |  |
| 9.                                                            | «Partido Feminista»                                         | Madonna                                                                          | 1:40     |  |
| 10.                                                           | «She Is a Diamond»                                          | Jonathan Pryce                                                                   | 1:39     |  |
| 11.                                                           | «Santa Evita»                                               |                                                                                  | 2:30     |  |
| 12.                                                           | «Waltz for Eva and Che»                                     | Madonna Antonio Banderas                                                         | 4:31     |  |
| 13.                                                           | «Your Little Body's Slowly Breaking Down»                   | Madonna Jonathan Pryce                                                           | 1:24     |  |
| 14.                                                           | «You Must Love Me»                                          | Madonna                                                                          | 2:50     |  |
| 15.                                                           | «Eva's Final Broadcast»                                     | Madonna                                                                          | 3:05     |  |
| 16.                                                           | «Latin Chant»                                               |                                                                                  | 2:11     |  |
| 17.                                                           | «Lament»                                                    | Madonna Antonio Banderas                                                         | 5:17     |  |

| Evita: Music from the Motion Picture – Edición disco único |                                            |                                                    |          |  |
| N.º                                                        | Título                                     | Intérprete(s)                                      | Duración |  |
| 1.                                                         | «Requiem for Evita»                        |                                                    | 4:17     |  |
| 2.                                                         | «Oh What a Circus»                         | Antonio Banderas Madonna                           | 5:44     |  |
| 3.                                                         | «On This Night of a Thousand Stars»        | Jimmy Nail                                         | 2:23     |  |
| 4.                                                         | «Eva and Magaldi / Eva Beware of the City» | Madonna Jimmy Nail Antonio Banderas Julian Littman | 5:20     |  |
| 5.                                                         | «Buenos Aires»                             | Madonna                                            | 4:08     |  |
| 6.                                                         | «Another Suitcase in Another Hall»         | Madonna                                            | 3:32     |  |
| 7.                                                         | «Goodnight and Thank You»                  | Madonna Antonio Banderas                           | 4:17     |  |
| 8.                                                         | «I'd Be Surprisingly Good for You»         | Madonna Jonathan Pryce                             | 4:17     |  |
| 9.                                                         | «Peron's Latest Flame»                     | Antonio Banderas Madonna                           | 5:17     |  |
| 10.                                                        | «A New Argentina»                          | Madonna Jonathan Pryce Antonio Banderas            | 4:16     |  |
| 11.                                                        | «Don't Cry for Me Argentina»               | Madonna                                            | 5:34     |  |
| 12.                                                        | «High Flying, Adored»                      | Antonio Banderas Madonna                           | 3:31     |  |
| 13.                                                        | «Rainbow High»                             | Madonna                                            | 2:27     |  |
| 14.                                                        | «And the Money Kept Rolling In (and Out)»  | Antonio Banderas                                   | 3:47     |  |
| 15.                                                        | «She Is a Diamond»                         | Jonathan Pryce                                     | 1:39     |  |
| 16.                                                        | «Waltz for Eva and Che»                    | Madonna Antonio Banderas                           | 4:12     |  |
| 17.                                                        | «You Must Love Me»                         | Madonna                                            | 2:50     |  |
| 18.                                                        | «Eva's Final Broadcast / Latin Chant»      | Madonna                                            | 5:15     |  |
| 19.                                                        | «Lament»                                   | Madonna Antonio Banderas                           | 4:10     |  |
| 77:17                                                      |                                            |                                                    |          |  |

Notas
- La edición de dos discos incluye toda la banda sonora de la película (excluyendo el popurrí interpretado al final), mientras que la edición de un solo disco incluye una selección de canciones destacadas.[26][16]

## Posicionamiento en listas
| País (Lista 1996-97)                                       | Mejor posición |
| ---------------------------------------------------------- | -------------- |
| Alemania (Offizielle Top 100)                              | 2              |
| Australia (ARIA Album Top 50)                              | 5              |
| Australia (ARIA Album Top 50) (edición de dos discos)      | 35             |
| Austria (Ö3 Austria)                                       | 1              |
| Bélgica Flandes (Ultratop)                                 | 1              |
| Bélgica Valonia (Ultratop)                                 | 1              |
| Canadá (RPM Top Selling Albums)                            | 5              |
| Canadá (RPM Top Selling Albums) (edición de un solo disco) | 91             |
| Dinamarca (IFPI)                                           | 4              |
| Escocia (Scottish Albums Top 100)                          | 1              |
| España (PROMUSICAE)                                        | 16             |
| Estados Unidos (Billboard 200)                             | 2              |
| Estados Unidos (Billboard 200) (edición de un solo disco)  | 167            |
| Estados Unidos (Soundtrack Albums)                         | 4              |
| Estados Unidos (Top Album Sales)                           | 2              |
| Europa (European Top 100 Albums)                           | 1              |
| Finlandia (Suomen virallinen lista)                        | 17             |
| Francia (SNEP)                                             | 2              |
| Grecia (IFPI)                                              | 1              |
| Hungría (Mahasz)                                           | 2              |
| Irlanda (IRMA)                                             | 1              |
| Italia (FIMI)                                              | 2              |
| Japón (Oricon)                                             | 14             |
| Malasia (RIM)                                              | 4              |
| Noruega (VG-lista)                                         | 3              |
| Nueva Zelanda (RMNZ)                                       | 6              |
| Países Bajos (MegaCharts)                                  | 6              |
| Portugal (AFP)                                             | 4              |
| Reino Unido (UK Albums Chart)                              | 1              |
| República Checa (IFPI)                                     | 1              |
| Suecia (Sverigetopplistan)                                 | 5              |
| Suiza (Schweizer Hitparade)                                | 1              |

| País (Lista 1997)                  | Posición |
| ---------------------------------- | -------- |
| Alemania (Offizielle Top 100)      | 13       |
| Australia (ARIA Album Top 50)      | 49       |
| Austria (Ö3 Austria)               | 4        |
| Estados Unidos (Billboard 200)     | 26       |
| Estados Unidos (Soundtrack Albums) | 5        |
| Europa (European Top 100 Albums)   | 6        |
| Italia (FIMI)                      | 15       |
| Nueva Zelanda (RMNZ)               | 40       |
| Países Bajos (MegaCharts)          | 27       |
| Reino Unido (UK Albums Chart)      | 23       |
| Suiza (Schweizer Hitparade)        | 12       |

## Certificaciones
| País (organismo certificador)            | Certificación | Unidades certificadas |
| ---------------------------------------- | ------------- | --------------------- |
| Alemania (BVMI)                          | Platino       | 500 000               |
| Argentina (CAPIF)                        | Oro           | 30 000                |
| Australia (ARIA)                         | Platino       | 70 000                |
| Australia (ARIA) (edición de dos discos) | Oro           | 35 000                |
| Austria (IFPI Austria)                   | 2× Platino    | 100 000               |
| Bélgica (BEA)                            | Oro           | 25 000                |
| Brasil (Pro-Música Brasil)               | Oro           | 100 000               |
| España (PROMUSICAE)                      | Oro           | 50 000                |
| Estados Unidos (RIAA)                    | 5× Platino    | 2 500 000             |
| Hong Kong (IFPI Hong Kong)               | Platino       | 20 000                |
| Japón                                    | —             | 124 470               |
| Noruega (IFPI Noruega)                   | Oro           | 25 000                |
| Nueva Zelanda (RMNZ)                     | Platino       | 15 000                |
| Países Bajos (NVPI)                      | Oro           | 50 000                |
| Polonia (ZPAV)                           | Oro           | 50 000                |
| Reino Unido (BPI)                        | 2× Platino    | 600 000 737 000       |
| Suiza (IFPI Suiza)                       | Platino       | 50 000                |
| Sumario                                  |               |                       |
| Europa (IFPI)                            | 2× Platino    | 2 000                 |
| Mundo                                    | —             | 11 000                |

## Créditos y personal

### Intérpretes
- Madonna: artista principal, voz
- Antonio Banderas: artista principal, voz
- Jonathan Pryce: artista principal, voz
- Jimmy Nail: artista principal, voz
- Andrea Corr: voz
- Julian Littman: voz, coros
- Gary Brooker: voz
- Peter Polycarpou: voz
- John Gower: voz
- Angeline Ball: coros
- Nick Holder: coros
- Lorenza Johnson: coros
- George Little: coros
- Gordon Neville: coros
- Laura Pallas: coros
- Mark Ryan: coros
- Alex Sharpe: coros
- Linda Taylor: coros
- Fredrick Warder: coros
- Andrew Wood-Mitchell: coros
- Julia Worsley: coros

### Músicos
- Andrew Lloyd Webber: orquestación
- David Caddick: dirección de orquesta
- Nick Curtis: dirección de orquesta
- Michael Dixon: dirección de orquesta
- John Mauceri: dirección de orquesta
- David Cullen: dirección de orquesta

### Producción
- Nigel Wright: producción, mezcla
- Alan Parker: producción
- Andrew Lloyd Webber: composición, producción
- David Caddick: producción
- Lawrence Dermer: producción
- Jorge Casas: producción
- Clay Ostwald: producción
- Tim Rice: composición
- Madonna: mezcla
- Dave Reitzas: ingeniería, mezcla
- Dick Lewzey: ingeniería
- Robin Sellars: ingeniería
- Mark «Spike» Stent: ingeniería
- Jake Davies: asistencia de ingeniería
- Lee McCutcheon: asistencia de ingeniería
- Gustavo Moratorio: asistencia de ingeniería
- Matt Silva: asistencia de ingeniería
- Dave Wagg: asistencia de ingeniería
- Toby Wood: asistencia de ingeniería
- Dave Collins: masterización
- Mark Graham: copista musical
- Nick Mera: copista musical
- David Appleby: fotografía

Créditos y personal adaptados de Allmusic y de las notas de la edición de dos discos de Evita.